# Cabeceo
Cabeceo – tradycyjny sposób zapraszania do tanga argentyńskiego za pomocą tylko kontaktu wzrokowego i ruchu głowy. 
Cabeceo jest zapoczątkowane przez mężczyznę (tradycyjnie) lub kobietę (dziś dozwolone i stosowane powszechnie), który(a) kieruje wzrok na, zazwyczaj siedzącą, kobietę (mężczyznę). Osoba proszona może odwrócić głowę, co oznacza, że nie chce tańczyć z osobą zapraszającą. Jeżeli jednak podtrzymuje kontakt wzrokowy, to jest to znak zaproszenia. Mężczyzna, nie spuszczając wzroku, podchodzi do kobiety i eskortuje ją na parkiet. Następnie oboje stają na linii tańca, przeciwnie do wskazówek zegara i mężczyzna podaje swoją lewą dłoń. Następnie mężczyzna prawą ręką obejmuje kobietę i pokazuje w jakiego rodzaju trzymaniu (bliskim lub dalekim) chce tańczyć. Kobieta odpowiada objęciem i tym samym ustala jego rodzaj preferowany przez siebie (bliskie lub dalekie)   
Ten styl zaproszenia do tańca wywodzi się z tradycyjnych klubów tanga w Buenos Aires, jednak jest wciąż powszechnie stosowany we wszystkich krajach świata jako kanon dobrych obyczajów na zdecydowanej większości milong. Bardziej bezpośrednie style zapraszania do tanga są dozwolone na milongach alternatywnych, tzw neolongach oraz w lokalnych środowiskach. Zastosowanie ich bez uzasadnienia w lokalnym obyczaju danego środowiska (nazywane "desantem") jest powszechnie uznawane za brak ogłady i często kończy się odmową.